# Mountain
Mountain (Shihgot’ine), pleme sjevernoameričkih Indijanaca porodice Athapaskan nastanjeno na obroncima planina Mackenzie u sjevernoj Kanadi, po jeziku bliski plemenima Satudene, Slavey i Hare. Ime povijesno obuhvaća više grupa koje su se bavile trgovinom s postajama između Fort Liarda i Fort Good Hopea. Oni Mountain Indijanci koji su trgovali s Fort Normanom nose i zadržali su ovo ime. Fort Norman se još naziva i Tulita. Ime Monuntaim bilo se davalo i Indijancima Goat i Nahani (kod ovih su poznati i kao Tsethaottine) i ne treba ih brkati s pravim Mountainima koji su jezično slični Slaveyima. 
Mountaini dominiraju područjem od Redstone Rivera do Mountain Rivera na sjeveru. Njihova populacija ipak nije velika, između 1827. i 1971. kreće se, manje od 150. Tokom 19. stoljeća Mountaini su bili u strahu i ponekad neprijateljstvu sa svim plemenima sa zapadnih obronaka planina. Nakon Otkrića zlata u Klondikeu (1897-98), pojačava se kontakt s domorocima iz Yukona, pa se dio njih i poženio s njima. 
Mountain Indijanci potpuno su ovisili o lovu na losa, šumskog karibua, planinskih koza i ovaca iz Dall-a. Zbog promjena migracijskih ruta ove divljači Indijanci bi ponekad bili potpuno ovisni o ulovu iz prošle sezone lova,. A znale su tada zbog gladi stradati cijele obitelji. Područje također ne obiluje ni krznašima pa uglavnom trguju suhim mesom, salom i kožom. U kasnom 19. stoljeću prihvatili su čamac od losove kože s rebrima od omorike, dug 12 do 18 metara. Bio je funkcionalan jedino za putovanje nizvodno. Ovakvim načinom života pleme je živjelo sve do polovice 20. stoljeća, od kada počinju stalno-naseljeno živjeti u Tuliti. 
Danas se ova njihova banda naseljena u Tuliti naziva i Fort Norman Band. Ovdje Indijanci imaju crkve, školu, parkove, a od ekonomskih aktivnosti bave se lovom, ribarenjem, traperskim lovom, turizmom i radom za kompanije koje se bave naftom. 
Northwest Company aktivna je u ovom području od 1700.-tih godina a postaju Fort Norman utemeljila je 1810. Ona je par puta bila seljena a svoju najnoviju lokaciju pronašla je 1872. Danas ovjde živi 360 Mountain Indijanaca koji govore jezikom North Slavey.

## Vanjske poveznice
- Mountain (Band)  Arhivirana inačica izvorne stranice od 21. lipnja 2006. (Wayback Machine)